# Corpo a corpo (programma televisivo)
Corpo a corpo è stato un programma televisivo italiano di genere talk show, in onda su Telemontecarlo nel 1993 a partire dal 23 marzo.

## Il programma
In ciascuna puntata, della durata di 30 minuti, la conduttrice Alba Parietti parla con l'ospite di turno delle paure di quest'ultimo, grazie alla collaborazione di una psicoanalista.
Ospite della prima puntata era Dario Argento.